# Armadillidium sanctum
Armadillidium sanctum är en kräftdjursart som beskrevs av Dollfus 1892. Armadillidium sanctum ingår i släktet Armadillidium och familjen klotgråsuggor. Inga underarter finns listade i Catalogue of Life.